# Strongylogaster macula
Strongylogaster macula är en stekelart som först beskrevs av Johann Christoph Friedrich Klug 1817.  Strongylogaster macula ingår i släktet Strongylogaster, och familjen bladsteklar. Arten är reproducerande i Sverige.